# Саидов, Акмаль Холматович
Акмаль Холматович Саидов (узб. Saidov Akmal Xolmatovich, род. 1958) — советский и узбекский государственный деятель и учёный-юрист, специалист в области сравнительного правоведения, международного права, теории государства и права, прав человека. Действительный член Академии наук Узбекистана. Депутат Законодательной палаты Олий Мажлиса Республики Узбекистан трёх созывов. Этнический узбек.

## Биография
В 1981 году окончил юридический факультет Ташкентского государственного университета с дипломом отличия.
В 1984 году защитил кандидатскую диссертацию, в 1990 — докторскую.
В 1992—1993 годах работал директором Института мировых проблем при Президенте Республики Узбекистан.
С 1993 по 1994 год работал ректором Ташкентского государственного юридического института.
В 1994 году А. Саидову присвоен дипломатический ранг Чрезвычайного и Полномочного Посла.
С 1994 по 1996 год — Чрезвычайный и Полномочный посол Республики Узбекистан во Франции и Постоянный представитель Узбекистана при ЮНЕСКО.
С октября 1996 года работает на должности директора Национального центра Республики Узбекистан по правам человека.
В 1997—1998 годах работал директором общественного центра «Ижтимоий фикр».
С 1997 года — депутат Олий Мажлиса Республики Узбекистан.
С 2005 года — депутат Законодательной палаты Олий Мажлиса Республики Узбекистан. На протяжении трёх созывов возглавляет Комитет по демократическим институтам, негосударственным организациям и органам самоуправления граждан.
Дважды баллотировался на пост Президента Республики Узбекистан:
- в 2007 году — как независимый кандидат, занял последнее, четвёртое место[8];
- в 2015 году — как кандидат от партии «Миллий тикланиш», занял второе место.

С 2017 года является действительным членом Академии наук Узбекистана.
В мае 2022 года возглавил Национальную комиссию по конституционным реформам.

## Научная деятельность
Как учёный А. Х. Саидов сформировался и заявил о себе ещё в советский период. В 1984 году защитил кандидатскую диссертацию по теме: «Теоретические проблемы советского сравнительного правоведения».
Свою более чем 20-летнюю научную деятельность А. Х. Саидов посвятил изучению современных правовых систем, его работы в данной области были переведены на многие иностранные языки и изданы в Великобритании, Франции, США, Германии, Австрии, Японии, Польше и других странах.
В настоящее время большинство научных работ и учебников А. Х. Саидова адресованы российским читателям. Наряду с этим он переводит на узбекский язык и издает в Узбекистане некоторые работы российских авторов (например, энциклопедический справочник «Правовые системы стран мира», М,, 2002, 2001).
Наряду с узбекским и русским, А. Х. Саидов свободно владеет английским и французским языками, что помогает ему представлять Узбекистан на международных научных, культурных и политических форумах.

### Работы
- Типология и классификация правовых систем современности // Правоведение. — 1985. — № 2. — С. 52 — 56;
- Введение в сравнительное правоведение. — М., 1988;
- Введение в основные правовые системы современности. — Ташкент, 1988;
- Сравнительное правоведение и юридическая география мира. — М., 1993;
- Национальные парламенты мира: энцикл. справ. /Рос. акад. наук, Ин-т государства и права. — М., 2005;
- Сравнительное правоведение. Краткий учебный курс. / Ин-т гос. и права РАН, Акад. правовой ун-т. — М.: НОРМА, 2006.

## Награды
- В 1998 году награждён нагрудным знаком Узбекистана, в 2002 году — орденом «Мехнат шухрати», в 2006 году — орденом «Дустлик».
- Памятный знак «МПА СНГ. 25 лет» (27 марта 2017 года, Межпарламентская ассамблея СНГ) — за содействие в деятельности Межпарламентской Ассамблеи и её органов[11].